# Bolitoglossa silverstonei
Bolitoglossa silverstonei é uma espécie de anfíbio caudado pertencente à família Plethodontidae, sub-família Plethodontinae.